# Ghadr-110
Il missile balistico Ghadr-110 (parola proveniente dall'arabo e adottata nel farsi: قدر-110) è un missile a medio raggio progettato e sviluppato dall'Iran. Il missile avrebbe una gittata di 1.800-2.000 km, ma è stato confuso con l'ipotetico Shahab-4 che avrebbe una gittata di 2.500 km a 3.000 km. Le forze armate iraniane misero in mostra questo missile per la prima volta durante la parata militare annuale che commemorava la guerra Iran-Iraq.
Il missile Ghadr-110 è una versione migliorata dello Shahab-3A, noto anche come Ghadr-101. Si sospetta che abbia un primo stadio a combustibile liquido ed un secondo stadio a combustibile solido, che gli permettono un raggio in eccesso ai 2.000 km.
Il missile Ghadr-110 ha una maggiore manovrabilità ed un tempo di approntamento al lancio inferiore allo Shahab-3. Il suo tempo di messa in condizione di lancio è di 30 minuti, mentre il vecchio Shahab-3 ha bisogno di alcune ore. Questa circostanza è indice di un missile interamente a combustibile solido. I missili sono stati costruiti interamente a Teheran (Iran) nel complesso top-secret Shahid Hemmat Missile Industries Complex.